# Cherif Guellal
Pour les articles homonymes, voir Cherif (homonymie).
Cherif Guellal (en arabe : شريف ڨلال), né le 19 août 1932 à Constantine et mort le 7 avril 2009 à Alger, est un homme d'affaires et diplomate algérien et citoyen des États-Unis.
Il est le premier ambassadeur d'Algérie aux États-Unis de 1963 à 1967, et également le premier ambassadeur d'Algérie au Canada de 1964 à 1967.

## Biographie

### Famille
Sa famille originaire de Sidi Okba  commune de la wilaya de Biskra et est natif de Constantine. Son père, Ali, travaillant dans le service de santé et exerce dans cette même ville, il avait été nommé par décret pour le poste d’adjoint technique de la santé. Sa mère, Fatima Bougoffa, partisane d'un groupe militant pour l'indépendance, a été emprisonnée et torturée par les forces françaises pendant deux années ainsi que plusieurs membres de sa famille.

### Parcours diplomatique

#### Débuts
Après ses études pour obtention d’un baccalauréat et sa graduation à l'université d'Aix-Marseille en 1956 ,, ainsi qu'un long parcours au sein du mouvement national algérien, Cherif Guellal est nommé représentant du FLN à New Delhi  et en Égypte et était également un des cadres de l'Union générale des étudiants musulmans algériens (UGÉMA). Puis, il occupe le poste d' ambassadeur au sein du Gouvernement provisoire de la République algérienne , il est ensuite ambassadeur auprès de l'Organisation des Nations unies et désigné en étant le premier ambassadeur envoyé aux États-Unis par l'Algérie indépendante lors du mandat du président John Fitzgerald Kennedy.

#### Ambassade d'Algérie aux États-Unis

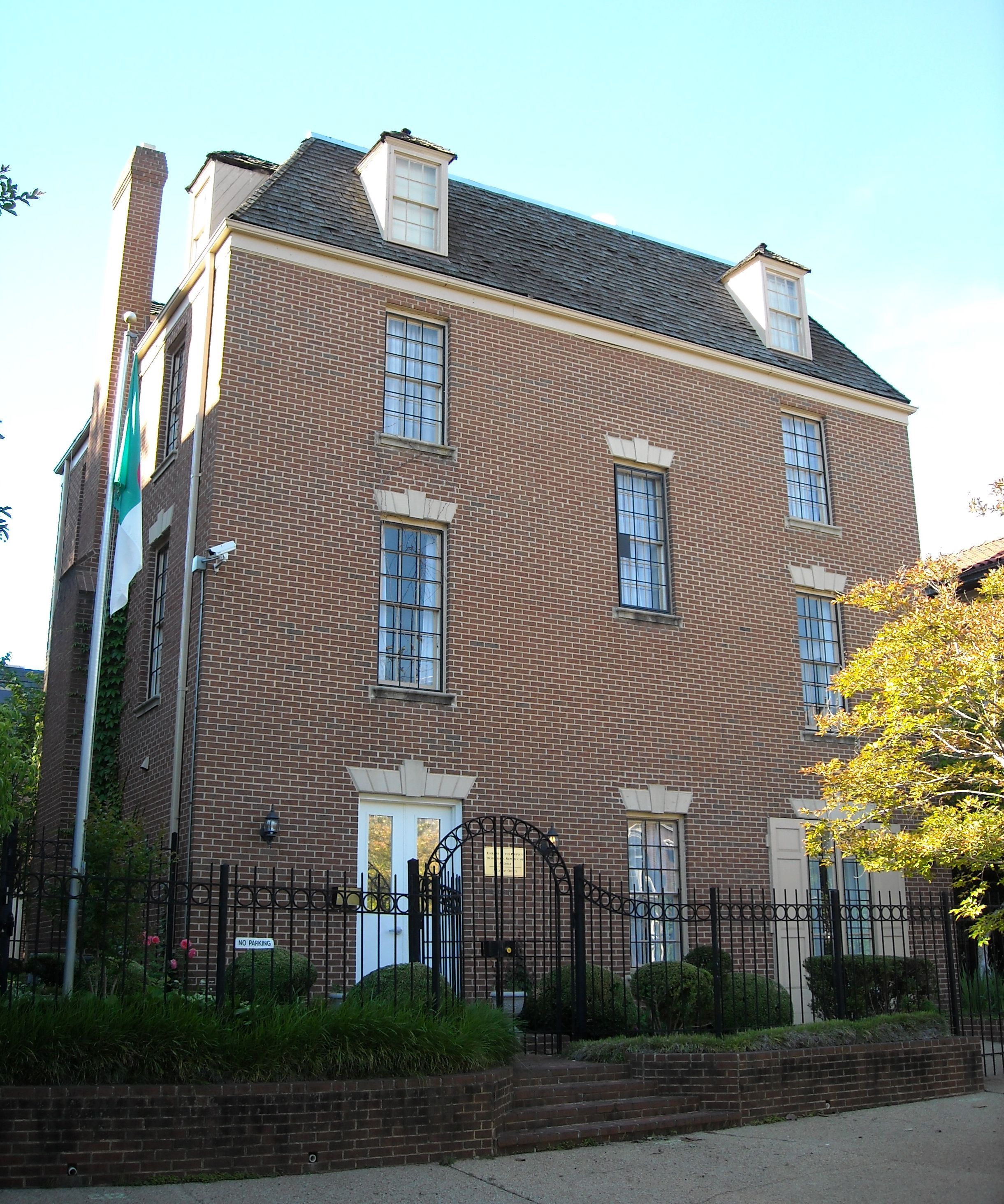
Ambassade d'Algérie aux États-Unis

Le 1er juillet 1963, Cherif Guellal est nommé officiellement ambassadeur d'Algérie aux États-Unis.
Après son arrivée et durant une année, il recherche un bâtiment pour abriter l'ambassade ainsi qu'une résidence, ce qui provoque d'abord une campagne de dénigrements à l'égard des Algériens à la suite des nouvelles lois de zonage pour les édifices consulaires et les zones résidentielles, ce qui provoque un écho médiatique et certains médias dont The New York Times rapportent les faits en 1964. Enfin, il réussit à trouver les deux emplacements nécessaires.
Lors de la guerre du Viêt Nam et du mandat du président des États-Unis Lyndon B. Johnson, Cherif Guellal fait le lien consulaire entre Robert Francis Kennedy et le FLN vietnamien. Il est un des hommes clés dans la négociation pour la libération du mari de Nellie Hertz, Gustav Hertz, un civil captif durant les combats.
Le 6 juin 1967, à la suite des positions des États-Unis dans la guerre des Six Jours, l'Algérie ferme ses bureaux diplomatiques à Washington, mettant un terme à son mandat d'ambassadeur.

##### Représentation diplomatique au Canada
Le Canada reconnaît l'indépendance de l'Algérie en 1962, à la suite de quoi les deux pays établissent des relations diplomatiques en 1964. Cherif Guellal assure également à partir de cette date la représentation de son pays auprès du Canada depuis Washington.

### Consultant
Après la fermeture de l'ambassade, Cherif Guellal décide de faire une carrière comme consultant pour plusieurs compagnies  et pays aux États-Unis, il représente la compagnie Sonatrach, lors de l'embargo français des produits énergétique algérien dû à la nationalisation des ressources pétrolières et gazières par l'Algérie. Il joua un  rôle à partir de l'année 1971 afin de trouver de nouveaux partenaires jusqu'à la fin des années 70, il était ami à la fois au président John Fitzgerald Kennedy et aux frères Kennedy  et avait des contacts avec le président Lyndon B. Johnson et la Maison-Blanche, Cherif Guellal a gardé un contact permanent à la fois avec l'administration américaine et aussi  au niveau politique avec l'Algérie,. Sa compagne Yolande Betbeze est une des héritières de la Twentieth Century-Fox Film Corporation, Cherif Guellal était également une figure du Showbiz aux États-Unis , il avait disposé d'un carnet d'adresses constituant un important réseau, dont il a fait profiter son pays et Sonatrach avait deux bureaux aux États-Unis, le premier à Washington et le deuxième à Dallas. Il engage l'écrivaine et journaliste Sally Quinn aux affaires sociales  et publie des travaux sur l'économie et le développement énergétique liés aux pays d'Afrique entre 1965 et 1976, dont l'Algérie.
Chérif Guellal fait également un travail biographique et une recherche approfondie sur la vie de Frantz Fanon. Il a également élaboré un projet pour ensemencer le Sahara algérien.

### Décès
Il meurt à l'hôpital militaire d'Aïn Naadja le 7 avril 2009, des suites d'une longue maladie due à une leucémie et inhumé au Carré des martyrs à El Alia à Alger.

## Citation
En 1964, Adam Bernstein rappelle une déclaration de Cherif Guellal dans son discours sur l'avenir de l’Algérie indépendante, devant plusieurs personnes politiques, scientifiques et acteurs sociaux américains à l’Université de Georgetown sur les relations entre les deux pays : « Nous souhaitons être maîtres dans notre pays et non pas de petits partenaires des grandes puissances ». Sally Quinn, reporter et journaliste au Washington Post, dit dans son livre que Cherif Guellal était une des plus importantes célébrités de la ville de Washington dans les années 1960.

## Vie privée
Lors de son mandat aux États-Unis, sa compagne est Miss America de 1951, Yolande Fox, basque d'origine, et également membre du Mouvement féministe, puis ambassadrice à Paris de l'Association nationale pour la Promotion des Gens de Couleur en Alabama (NAACP v. Alabama), composée des  Afro-Américains  en Alabama (proche de l'Association nationale pour la Promotion des Gens de Couleur), du CORE (Congrès racial et inégalité) et du SANE Nuclear Policy (organisme de paix (en)) . Cherif Guellal s'investit dans l'éducation de Dolly Fox ainsi que sa petite fille Paris Campbell. Yoland Fox considérait Cherif Guellal comme époux jusqu'à sa mort en 2009 , et qu'elle désirait écrire ses mémoires, elle meurt le 22 février 2016 à l'âge de 87 ans .